# 칸타브리아해

칸타브리아해의 위치

칸타브리아해(스페인어: Mar Cantábrico, 프랑스어: Mer Cantabrique, 갈리시아어: Mar Cantábrico, 아스투리아스어: Mar Cantábricu, 바스크어: Kantauri)는 북대서양 비스케이만에 있는 해역이다. 스페인 북쪽 해안과 프랑스 남서 해안에 속며, 비스케이만의 남부에 해당한다.